# Маранта беложильчатая
Маранта беложильчатая (лат. Maranta leuconeura) — вид многолетних, травянистых растений рода Маранта (Maranta), семейства Марантовые (Marantaceae). Родом из Бразилии, произрастает в основном во влажных тропических биомах.

## Название

«Молящейся трава»

Родовое латинское название Maranta дано в честь итальянского врача и ботаника Бартоломео Маранта (итал. Bartolomeo Maranta, 1500–1571). Русскоязычное название Маранта является транслитерацией латинского.
Видовой латинский эпитет leuconeura происходит от др.-греч. λευκός, leukós — «белый» и др.-греч. νεῦρα, neûra — «волокно», «нерв», «сухожилие» или «струна», в виду белых прожилок листа. Русскоязычный эпитет растения — беложильчатая.
У растения есть уникальная особенность поднимать листья кверху вечером и располагать их горизонтально утром. Именно за эту особенность оно получило прозвище «молящаяся трава».

## Описание
Вечнозелёное, низкорослое, тропическое, многолетнее растение, известное своей специфичной листвой. Обычно вырастает до 30–38 см в высоту и столько же в ширину.

Листья широкоэллиптические или овальные, до 12,7 см в длину, преимущественно зелёные с яркими узорами, линиями, пятнами и штриховкой. Белые жилки расходятся от средней жилки к краям. Нижняя сторона листьев от серовато-зелёной до пурпурно-зелёной. Белые двугубые цветки с пурпурными пятнами обычно распускаются на тонких колосках в конце весны — начале лета, но нечасто появляются в комнатных условиях.

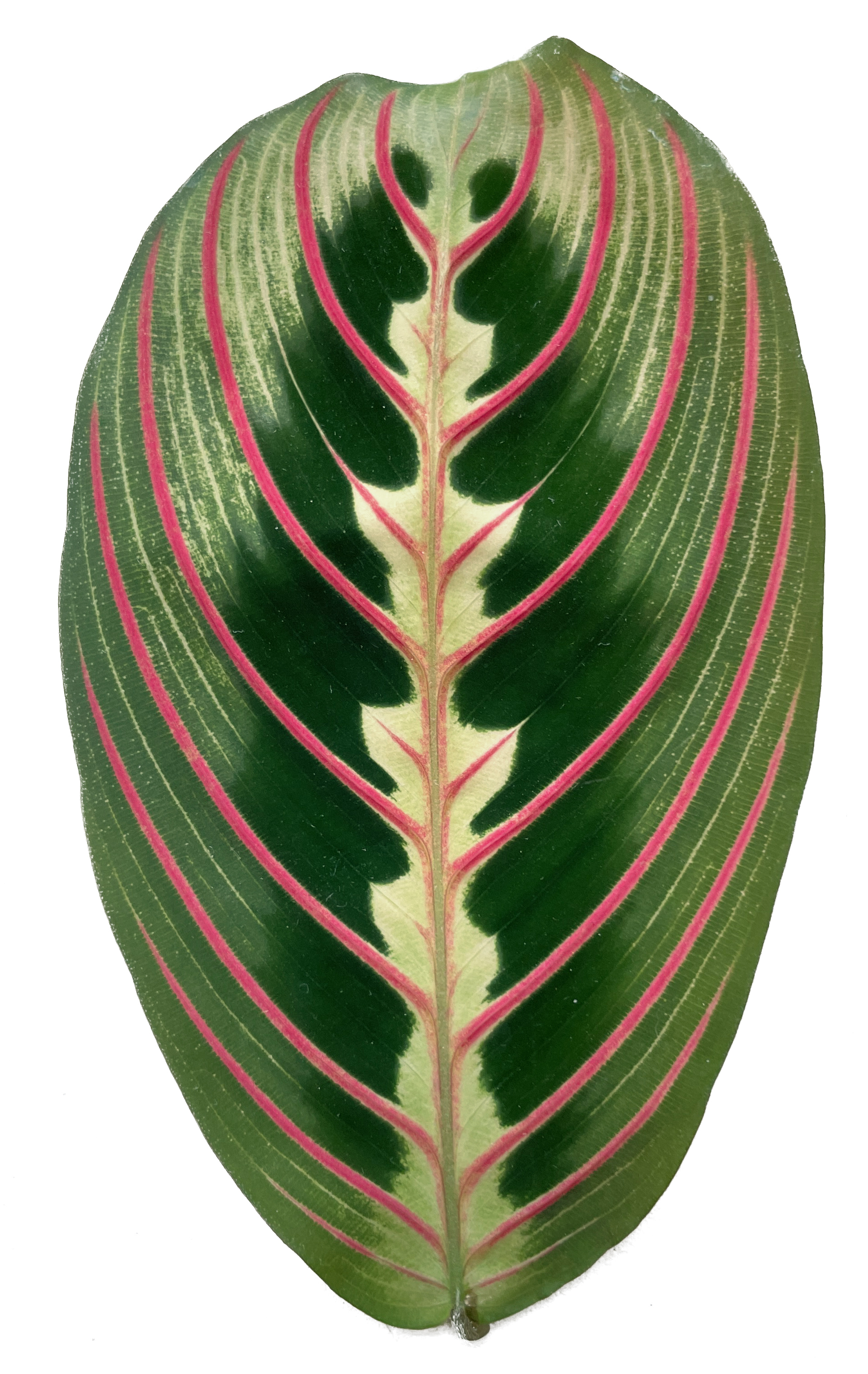
Овальный лист Маранты трехцветной (Maranta leuconeura var. erythroneura)
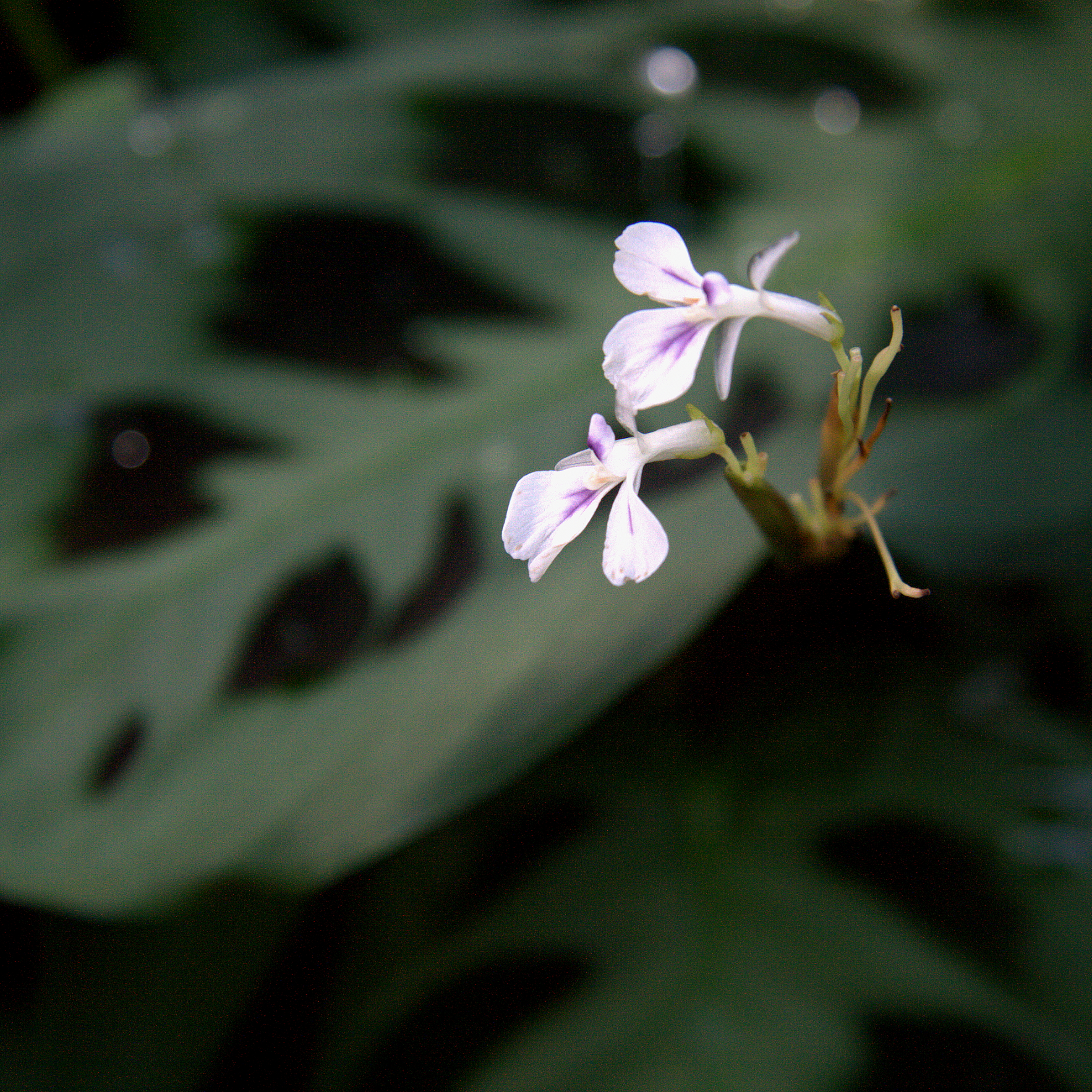
Цветки Маранты Керховена (Maranta leuconeura var. kerchoveana)

## Таксономия
Maranta leuconeura É.Morren, Ann. Hort. Belge Étrangère 24: 323 (1874).

#### Синонимы
Гомотипные (основанные на одном и том же номенклатурном типе):
- Calathea leuconeura É.Morren (1884)

Гетеротипные (основанные на разных номенклатурных типах):
- Calathea fascinator (L.Linden & Rodigas) L.H.Bailey (1900)
- Calathea kerchoveana (É.Morren) André (1879)
- Calathea massangeana (É.Morren) G.Nicholson (1884)
- Maranta depressa É.Morren (1880)
- Maranta fascinator L.Linden & Rodigas (1894)
- Maranta kerchoveana É.Morren (1879)
- Maranta kerchovei Van Geert (1879)
- Maranta leuconeura var. erythroneura G.S.Bunting (1966)
- Maranta leuconeura var. kerchoveana É.Morren (1879)
- Maranta leuconeura var. massangeana É.Morren (1875)
- Maranta massangeana (É.Morren) W.Bull (1877)
- Maranta massangeana atrata G.Nicholson (1900)
- Maranta massangeana florentina G.Nicholson (1900)
- Maranta massangeana metallica G.Nicholson (1900)

## Разновидности
Разновидности и сорта отличаются окраской листьев. По некоторым данным имеет две разновидности:
- Maranta leuconeura var. erythroneura — Маранта Трехцветная[10] — листья опушённые, овальной формы, 13 см длиной, 6 см шириной. Верхняя сторона листовой пластины тёмно-зелёная с красными жилками и светло-зелёными пятнами вдоль центральной жилки и перьеобразными тёмно-зелёными пятнами вдоль боковых.
- Maranta leuconeura var. kerchoveana — Маранта Керховена[11] — листья голубовато-зелёные с коричневато-зелёными пятнами между боковыми жилками. Цветки мелкие, белые.

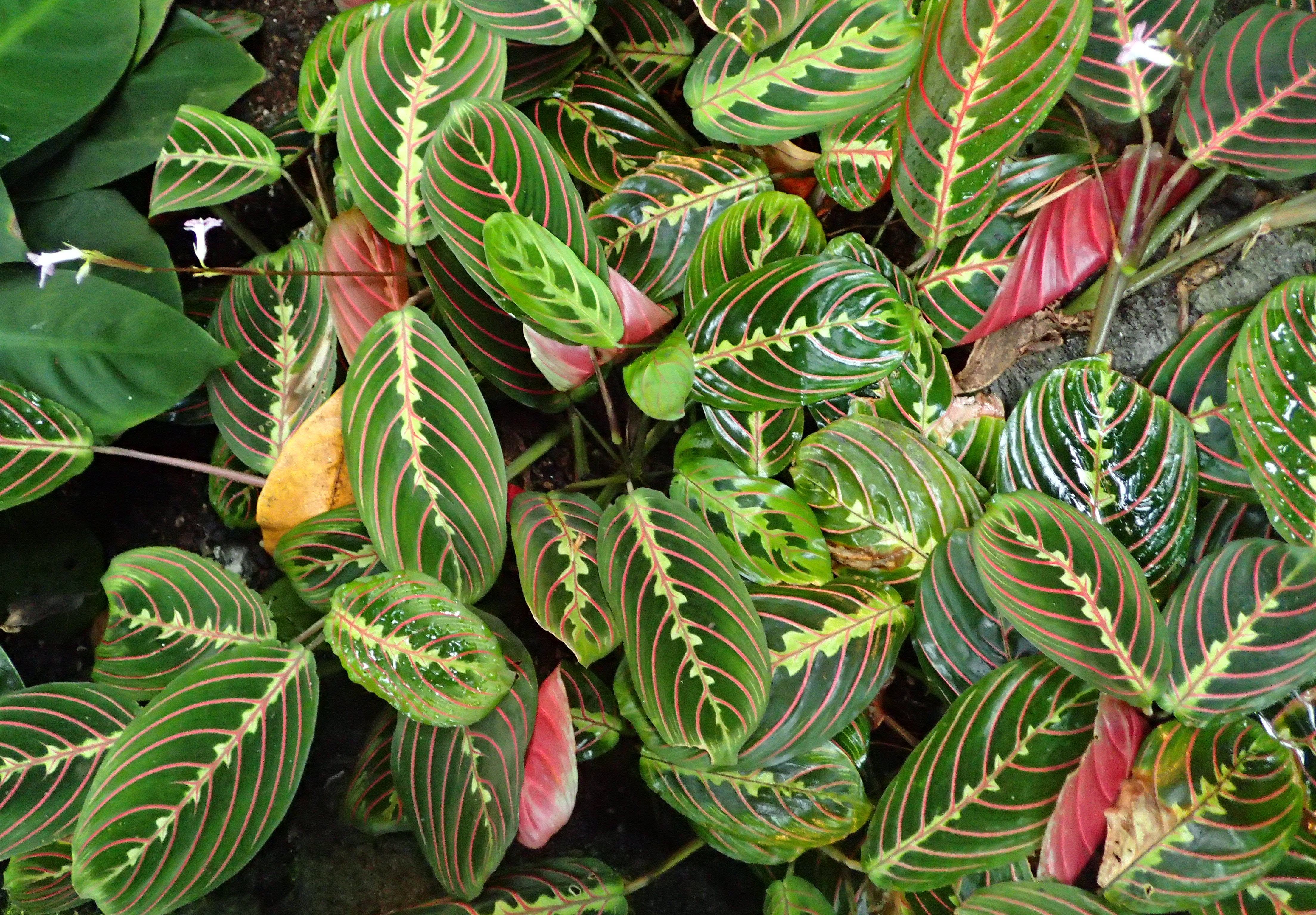
Maranta leuconeura var. erythroneura
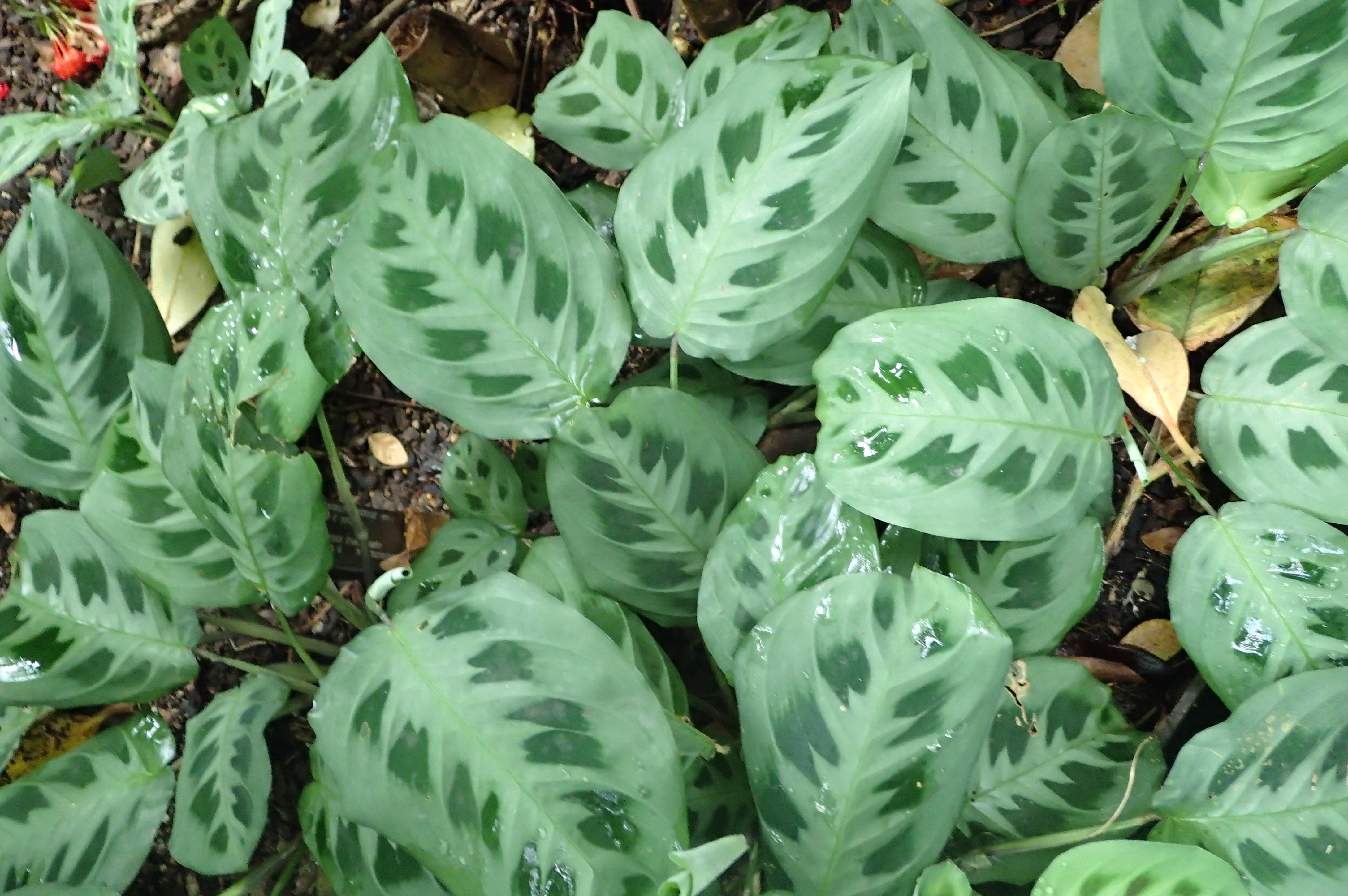
Maranta leuconeura var. kerchoveana

## Выращивание
Маранта беложильчатая – комнатное растение, для которого требуется минимальная температура 15 °C. Как растение произрастающее в тропических лесах, маранта предпочитает яркий непрямой солнечный свет, высокую влажность и хорошо дренированную почву с высоким содержанием гумуса. Допустимы кислые и глинистые почвы.
Следует избегать прямых солнечных лучей, а также стоячей воды. Идеальная температура днем 21–27 °С, ночью 16–21 °С; ночная температура не должна быть ниже 15 °С. Более высокие температуры требуют более высокой влажности.
В течение вегетационного периода, весной и летом, комнатным растениям требуется влажная почва и ежемесячное внесение удобрений. В оставшуюся часть года рекомендуются слегка более сухие почвы и меньшее количество удобрений.